# Tremonton
Tremonton é uma cidade localizada no estado norte-americano de Utah, no Condado de Box Elder.

## Demografia
Segundo o censo norte-americano de 2000, a sua população era de 5592 habitantes.
Em 2006, foi estimada uma população de 6289, um aumento de 697 (12.5%).

## Geografia
De acordo com o United States Census Bureau tem uma área de
13,6 km², dos quais 13,6 km² cobertos por terra e 0,0 km² cobertos por água. Tremonton localiza-se a aproximadamente 1298 m acima do nível do mar.

## Localidades na vizinhança
O diagrama seguinte representa as localidades num raio de 12 km ao redor de Tremonton.